# Elena de Rossi Filibeck
Elena de Rossi Filibeck is een Italiaans tibetologe en historica. Ze studeerde af in 1971 bij Luciano Petech aan de faculteit Oost-Aziatische Studies aan de Universiteit Sapienza Rome en is sinds diens pensionering mogelijk de meest toonaangevende tibetoloog van Italië.
Sinds 1980 was ze onderzoekster en associate professor en aan de faculteit Oost-Aziatische Studie van La Sapienza. Ze werkte hier aan de catalogisering van meer dan duizend teksten van het Tucci Tibetan Fund, waarvan ze de eerste publiceerde in 1994.
Haar publicaties beslaan veel aspecten van de Tibetaanse teksstudies die voor een groot deel afkomstig zijn van het Taboklooster in de Himachal Pradesh. Tot anno 2009 publiceerde vier grote studies en meer dan twintig artikelen. Verder werkte ze mee aan een aantal gezamenlijke publicaties, zoals met Amy Heller en Charles Ramble in Discoveries in western Tibet and the western Himalayas: essays on history, literature, archaeology and art : PIATS 2003, Tibetan studies, proceedings of the Tenth Seminar of the International Association for Tibetan Studies,